# Ølkasse
En ølkasse er en kasse til transport og opbevaring af ølflasker. Som standard er der plads til 30 flasker a 33 cl i en ølkasse der måler L. 42,4 x B. 35,7 x H. 25,2 cm. Ølkasser er typisk lavet af plast og kan stables.
Før 1968 var ølkasser lavet af træ, og havde plads til 50 flasker a 33 cl. Træølkassen blev udfaset 1968-1972. Standardmål for en træølkasse var L. 45,5 x B. 31,2 x H. 36,2. En træølkasse med 50 flasker af 33 cl vejede 41,5 kg. Flaskerne lå vandret i kassen, da de oprindeligt var forsynet med korkpropper, som ellers ville tørre ud og blive utætte.
Det grafisk design på Tuborg kasserne er lavet af kunstmaleren Jens Møller-Jensen i 1914. Carlsberg logoet er fra øletiketterne, som Thorvald Bindesbøll tegnede i 1904.
Ølkasse (plast) med 12 stk. Blev kaldt pensionistkassen, eller et strygejern